# 金玉均
金玉均（韓語：김옥균；1851年—1894年3月28日），字伯温，號古筠，是朝鮮王朝的政治人物。出身忠清南道。

## 生平
金玉均出身沒落的兩班階級，於1872年中舉，由於受到開化思想家劉鴻基、吳慶錫的影響，而傾向於近代化；在1875年的江華島事件中，金玉均震驚於日本的強大，而希望借用日本明治維新的經驗作為富國強兵之道。
金玉均於1882年前往日本考察，回國後致力於推動現代化改革事務。金玉均之後三次訪問日本並且於日本方面接觸，希望日本能夠支援開化黨，並且獲得活動資金。1884年金玉均與開化黨成員朴泳孝、洪英植等人在日本人的扶植下發動甲申政变，挟持国王，邀请日军“平乱”，企圖清除保守派掌握政權，提出廢除對清朝的朝貢制度、建立獨立自主國家、廢除身份等級制度、修正地租法規、充實國家財政等改革方針。但這次的政變由於清朝在朝鲜驻军袁世凱的介入而失敗，金玉均因此流亡日本。
雖然不少的日本民間意見領袖如福澤諭吉、后藤象二郎都抱持同情的態度對待金玉均，但是日本官方對待金玉均的態度日漸冷淡，並且監視金玉均的日常生活；而且日本官方一度將金玉均流放小笠原群島，後又轉移到北海道札幌；而金玉均也不再信賴日本，並且有意轉與清朝合作。1894年金玉均應李鴻章養子李經方之邀與李鴻章在上海會面，被朝鮮刺客洪鐘宇於3月28日在上海“东和洋行”旅馆刺殺，死後屍體被引渡回朝鲜，判處凌遲，在漢城府楊花津戮屍。金玉均之死也導致清朝與日本的關係惡化，後來犬養毅等人於東京青山靈園為金玉均設立衣冠塚。

## 评价
現代學者多以金玉均企圖從日本明治維新的模式尋求改革、富國強兵與現代化之道，認為他是朝鮮現代化的先驅者；朝鲜民主主义人民共和国领导人金日成认为金玉均是出类拔萃的人物，不是「投降日本者」。如果他的改革运动没有失败，也许朝鲜的近代史会是另一个样子。金玉均失败是因为不相信老百姓的力量。

## 家族
- 養父：金炳基（1814—1885），字成善，金尚容十世孫、金喬根次子，官至刑曹參議[5]
- 養母：全州李氏（1811—1876），廣平大君後代，李義完的女兒、金履祐外孫女[6]
- 生父：金炳台（1827—1894），字聖九，金英根第三子、金炳基再從弟
- 生母：恩津宋氏，宋潤德的女兒、金箕豊外孫女，甲申政變後服毒自殺[7]
  - 元配：貞敬夫人杞溪俞氏（1850—1914），俞致庠的女兒、黃鍾林外孫女[8]；甲申政變後帶著女兒躲在沃川郡，十年後日軍鎮壓東學黨才被發現[9][10]
    - 養子：金英鎮（朝鲜语：김영진）（1876—1947），字鶴臯，金尚容後代、金玉均族兄金完圭次子。日本早稻田大学校友、官至平安道觀察使，親日反民族行為者[11][12]
    - 媳婦：韓山李氏（1876—1897），李華溥的女兒，無子女
    - 媳婦：陽川許氏（1894—1978），許璟的女兒，育有四子四女[13]

  - 弟弟：金珏均（1858—？），甲申政變後死於大邱慶尚監營，後平反[7][14]
    - 姪兒：金浩鎮（1889—1942），有四子[15]